# Culpabilité (droit français)
Pour les articles homonymes, voir culpabilité.

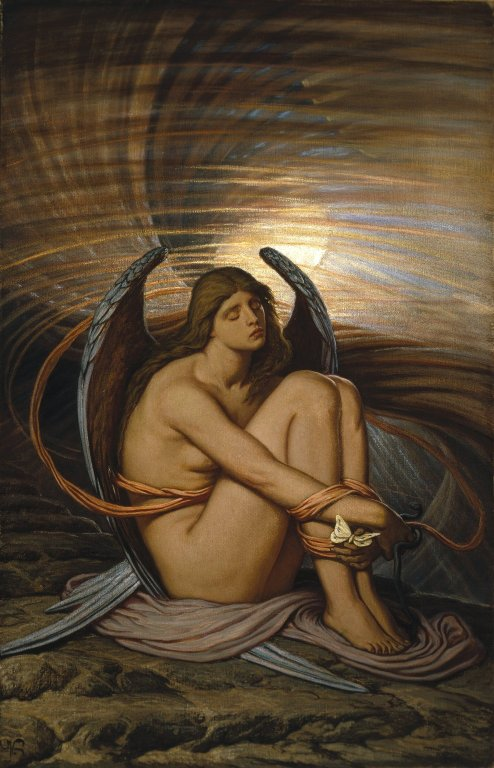
Desiring Divinity: Self-deification in Early Jewish and Christian Mythmaking

En droit pénal français, la culpabilité est l'état d'une personne qui a adopté le comportement décrit par un texte d'incrimination.
La culpabilité est déclarée par une juridiction pénale qui doit, si l'on simplifie l'explication, vérifier la réalisation de plusieurs conditions :
- les faits objet de la procédure pénale doivent être qualifiés par des textes (nature législative ou règlementaire selon la catégorie d'infraction) et réprimés ; autrement dit, un texte d'incrimination ;

- l'infraction doit être consommée, c'est-à-dire qu'un commencement d'exécution de l'infraction doit avoir eu lieu. La tentative n'est punissable que pour les crimes, et certains délits lorsque les textes d'incrimination le prévoient. Ainsi, de simples actes préparatoires ne sont pas punissables, car situés trop en amont sur l'iter criminis ; il existe à ce principe des exceptions (exemple, l'association de malfaiteurs qui est une infraction autonome punissant la préparation d'une infraction par un groupe de personnes sous des conditions déterminées) ;

- l'auteur de l'infraction doit avoir été capable de discernement et libre dans l'exercice de ses facultés (imputabilité) et doit avoir voulu commettre les faits incriminés, sauf les exceptions que sont les délits non intentionnels, et contraventions) ;
- les faits ne sont pas punissables si l'auteur bénéficie d'une cause d'irresponsabilité pénale (irresponsabilité notamment lorsque les faits ne sont pas imputables), ou d'une immunité, d'une l'amnistie ou d'une grâce.

Pour vérifier la réalisation de ces conditions, les magistrats interprètent strictement les textes pénaux, comme en dispose l'article 111-4 du Code pénal.